# Klaus-Stephan Otto
Klaus-Stephan Otto (* 12. Mai 1949 in Berlin) ist ein deutscher Psychologe und Organisationsentwickler. Er hat den Ansatz Evolutionsmanagement entwickelt.

## Leben
Otto studierte Psychologie an der Technischen Universität Berlin und schloss sein Diplom mit Auszeichnung ab. Es folgte eine Promotion „magna cum laude“ zu einem interkulturellen Vergleich.
Seit 1982 ist Otto Berater für Organisationsentwicklung. Otto ist Gründer und Inhaber einer Unternehmensberatung mit Sitz in Schöneiche bei Berlin, die Firmen und Non-Profit-Organisationen in Veränderungsprozessen berät. Parallel zu seiner Tätigkeit als Berater und Coach hat Klaus-Stephan Otto das Forum Ziviler Friedensdienst mitgegründet und als Vorstandsmitglied mitaufgebaut.
Gemeinsam mit der Freien Universität Berlin, Biokon (Bionik Kompetenz Netz) und dem Botanischen Garten und dem Botanischen Museum Berlin-Dahlem organisierte Otto die deutschlandweit bis dahin größte Konferenz zum Thema evolutionäres Management mit dem Titel „Darwin Meets Business“. Daraus entstand eine gleichnamige Ausstellung.

## Veröffentlichungen (Auswahl)
- mit Thomas Speck: Darwin meets Business - Evolutionäre und bionische Lösungen für die Wirtschaft. Gabler-Verlag,  2011, ISBN 978-3-8349-2443-8.
- mit Myra von Ondarza: Darwin meets business: Ein neues Wirtschaften – von der Natur lernen. Eigenverlag, 2009, ISBN 978-3-00-029365-8.
- Strategisches Evolutionsmanagement in stürmischen Zeiten. In: K. G. Blüchel, H. Sieger (Hrsg.): Krisenmanagerin Natur - Was Wirtschaft und Gesellschaft vom erfolgreichsten Unternehmen aller Zeiten lernen können. DWC Medien, 2009.
- Die Natur zeigt, wie man intelligent Stoffe bewegt – Logistik und Evolutionsmanagement. In: H. Baumgarten (Hrsg.): Das Beste der Logistik. Springer-Verlag, 2008.
- mit Christel Bässler: Evolutionsmanagement – Von der Natur lernen: Unternehmen entwickeln und langfristig steuern. Hanser-Verlag, 2007, ISBN 978-3-446-40437-3.
- Ethik, Integration und Beteiligung. In: R. S. Tomek, M. Hosang (Hrsg.): Ethik-Kodex 2000. Fischer Verlag, 2000.
- Synergie von Führung und Mitarbeitern. In: S. J. Skirl (Hrsg.): Lust auf Zukunft – Neue Kompetenzen. Gabler Verlag, 1996.
- Die Kinder von Pusacpampa und Hackenbroich : Weltbild u. Selbstkonzept zweier Kindergruppen in Peru u. in d. Bundesrepublik Deutschland. Dissertation. Lang, Frankfurt am Main u. a. 1987, ISBN 3-8204-0947-5.